# سوبارو ایندیانا
سوبارو ایندیانا (انگلیسی: Subaru of Indiana) شرکت خودروسازی آمریکایی-ژاپنی است، که در سال ۱۹۸۷ تأسیس شد.